# Gholamhosejn Karbasczi

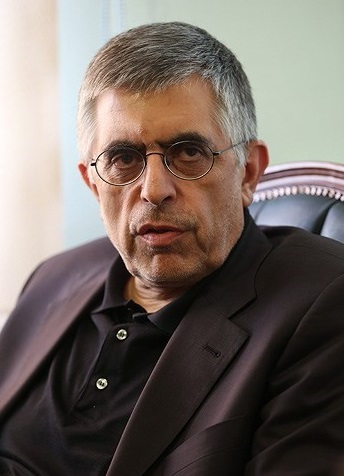

Gholamhosejn Karbasczi (pers. غلامحسین کرباسچی; ur. 23 sierpnia 1954) – irański działacz samorządowy i polityk, burmistrz Teheranu w latach 1990-1998, działacz ruchu reformatorskiego skupionego wokół prezydenta Mohammada Chatamiego, jeden z liderów stronnictwa Słudzy Przebudowy.

## Życiorys
Jest duchownym szyickim, ukończył seminarium duchowne w Ghom. Przed rewolucją islamską działał w religijnej opozycji przeciwko rządom szacha Mohammada Rezy Pahlawiego i był z tego powodu więziony w więzieniu Ewin w Teheranie. 
W 1990 został wybrany na burmistrza Teheranu. Zdobył znaczną popularność m.in. dzięki zaangażowaniu w walkę z niepłaceniem podatków przez zamożnych kupców. W ubogich dzielnicach stolicy Iranu zakładał biblioteki i ośrodki kultury. Działał również na rzecz upiększania miasta, zasłynął kampanią masowego sadzenia drzew. 
Od połowy lat 90. XX wieku działał w ruchu na rzecz reformy w Iranie. Zaliczał się do tzw. modernistycznej prawicy, której przewodził Ali Akbar Haszemi Rafsandżani. Był członkiem założonego przez niego stronnictwa Słudzy Przebudowy. Zaliczał się do najbliższych współpracowników Mohammada Chatamiego podczas jego pierwszej kampanii wyborczej (1997) i po zwycięstwie w wyborach prezydenckich. Thierry Coville przypisuje mu decydującą rolę w zakończeniem powodzeniem kampanii wyborczej kandydata reformatorów.
Z powodu wspierania reform Chatamiego został zaatakowany przez frakcję konserwatywną skupioną wokół Najwyższego Przywódcy Alego Chameneiego; miała ona kontrolę nad irańską policją i aparatem sądowniczym. W 1997 kilku współpracowników Karbascziego zostało aresztowanych, a następnie poddanych brutalnym przesłuchaniom, pod zarzutem bezprawnego wykorzystania pieniędzy z kasy Teheranu na kampanię wyborczą Chatamiego oraz na kampanię wyborczą reformatorów w wyborach do Madżlesu w 1996. W kwietniu 1998 aresztowany został sam Karbasczi. Po dwumiesięcznym procesie sąd uznał go za winnego korupcji, skazał na pięć lat pozbawienia wolności oraz nakazał zapłacenie grzywny w wysokości równej 6 mln dolarów. Karbasczi otrzymał również dwudziestoletni zakaz pełnienia funkcji publicznych. Jego proces miał charakter polityczny. Sąd apelacyjny skrócił następnie karę więzienia z pięciu do dwóch lat i okres zakazu pełnienia funkcji publicznych do lat dziesięciu. Mohammad Chatami nie występował zdecydowanie w obronie swojego współpracownika, co przyczyniło się do spadku jego popularności.